# Rhamnus grandiflora
Rhamnus grandiflora är en brakvedsväxtart som beskrevs av Cheng Yih Wu. Rhamnus grandiflora ingår i släktet getaplar, och familjen brakvedsväxter. Inga underarter finns listade i Catalogue of Life.